# Parafia Podwyższenia Krzyża Świętego w Horyszowie Polskim
Parafia Podwyższenia Krzyża Świętego w Horyszowie Polskim – parafia należąca do dekanatu Sitaniec diecezji zamojsko-lubaczowskiej.
Parafia została utworzona w 1919. Prowadzą ją księża diecezjalni.
Do parafii należą wierni z następujących miejscowości: Augustynka, Dębina, Horyszów-Stara Kolonia, Horyszów Polski, Horyszów-Nowa Kolonia, Janówka, Rozdoły, Kolonia Sitno, Sitno, Stabrów, Stanisławka i Wólka Horyszowska.